# Zboża

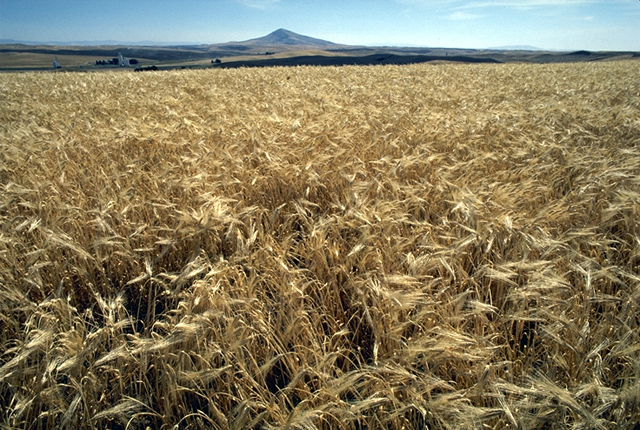
Łan jęczmienia

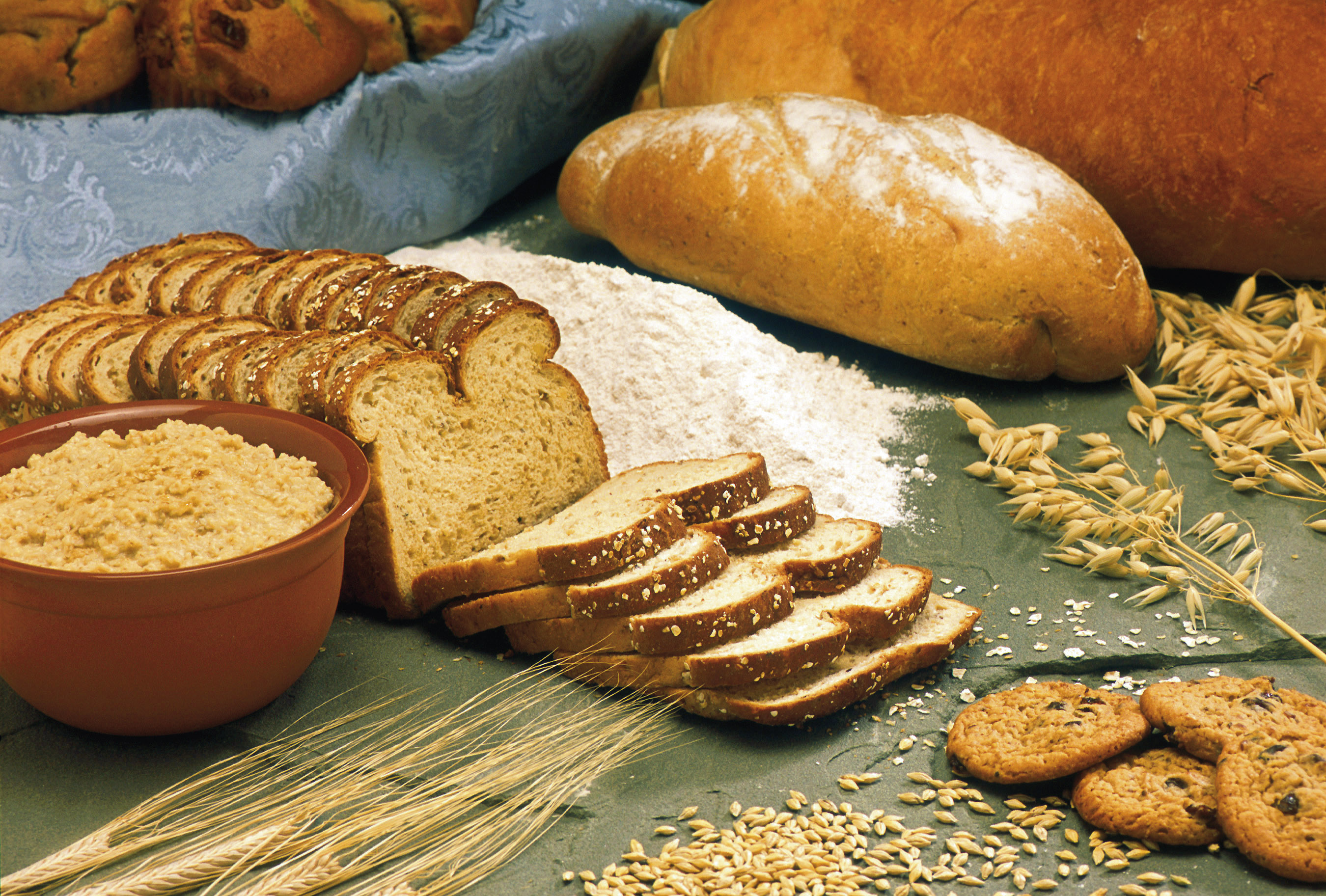
Produkty zbożowe

Zboża, rośliny zbożowe – grupa roślin uprawnych z rodziny wiechlinowatych (traw, Poaceae). Ich owoce, o wysokiej zawartości skrobi, są wykorzystywane do celów konsumpcyjnych, pastewnych i przemysłowych. Najpopularniejszymi produktami przerobu zbóż są mąki, kasze, oleje i syropy. Zboża są podstawowym surowcem w wielu gałęziach przemysłu takich jak: młynarstwo, piwowarstwo, gorzelnictwo, farmaceutyka.

## Produkcja
Według danych GUS za rok 2021, zbiory zbóż w Polsce wyniosły 34,6 mln ton.
| Zboże                                          | Produkcja na świecie w mln ton | Produkcja na świecie w mln ton | Produkcja na świecie w mln ton | Produkcja na świecie w mln ton | Produkcja na świecie w mln ton | Produkcja na świecie w mln ton |
| Zboże                                          | 1964                           | 1974                           | 1984                           | 1994                           | 2004                           | 2014                           |
| ---------------------------------------------- | ------------------------------ | ------------------------------ | ------------------------------ | ------------------------------ | ------------------------------ | ------------------------------ |
| kukurydza (Zea)                                | 215                            | 306                            | 450                            | 569                            | 728                            | 1037                           |
| ryż (Oryza)                                    | 262                            | 332                            | 465                            | 539                            | 607                            | 741                            |
| pszenica (Triticum)                            | 269                            | 359                            | 512                            | 525                            | 630                            | 729                            |
| jęczmień (Hordeum)                             | 95                             | 149                            | 169                            | 161                            | 153                            | 144                            |
| sorgo (Andropogon)                             | 45                             | 61                             | 71                             | 60                             | 58                             | 69                             |
| proso (Panicum)                                | 27                             | 28                             | 27                             | 28                             | 29                             | 28                             |
| owies (Avena)                                  | 43                             | 47                             | 46                             | 33                             | 26                             | 22                             |
| żyto (Secale)                                  | 33                             | 33                             | 34                             | 23                             | 18                             | 15                             |
| pszenżyto (xTriticosecale)                     | 0                              | 0                              | 0,4                            | 4,8                            | 14                             | 17                             |
| pszenica orkisz (Triticum spelta)              | –                              | –                              | –                              | –                              | –                              | –                              |
| ryż dziki (owies wodny) (Zizania)              | –                              | –                              | –                              | –                              | –                              | –                              |
| miłka abisyńska (teff) (Eragrostis abyssinica) | –                              | –                              | –                              | –                              | –                              | –                              |
| włośnica ber (czumiza) (Setaria italica)       | –                              | –                              | –                              | –                              | –                              | –                              |

Ponadto niektórzy zaliczają tu rośliny z innych rodzin nazywane umownie zbożami rzekomymi, np.
- gryka zwyczajna (Fagopyrum esculentum)[3] (zaliczana też do zbóż właściwych)[4]
- szarłat ogrodowy (Amaranthus caudatus)[3]
- szarłat wyniosły (Amaranthus cruentus)[3]
- szarłat koński (Amaranthus hypochondriacus)[3]
- komosa bladołodygowa/komosa canihua (Chenopodium pallidicaule)[3]
- komosa ryżowa (Chenopodium quinoa)[3]
- kotewka orzech wodny[4] (Trapa natans)

Ze względu na sposób uprawy zboża można podzielić na:
- jare
- ozime

## Produkty ze zbóż
| Rodzaj zboża                               | Mąki (ziarna mielone)                                                                             | Kasze naturalne (ziarna całe) | Płatki (ziarna gniecione)                       | Kasze łamane (ziarna ratyfikowane)                                                          | Otręby (łuski ziaren)               | Inne                                                      |
| ------------------------------------------ | ------------------------------------------------------------------------------------------------- | --- | ----------------------------------------------- | ------------------------------------------------------------------------------------------- | ----------------------------------- | --------------------------------------------------------- |
| Amarantus (szarłat) (uwaga: zboże rzekome) | Mąka z amarantusa                                                                                 | Nasiona amarantusa | Płatki amarantusowe                             |                                                                                             |                                     |                                                           |
| Gryka zwyczajna (uwaga: zboże rzekome)     | Mąka gryczana                                                                                     | Kasza gryczana cała – prażona i biała | Płatki gryczane                                 | - Kasza gryczana łamana – prażona i biała - Kasza gryczana łamana drobna, biała (krakowska) | Otręby gryczane                     |                                                           |
| Jęczmień                                   | - Mąka jęczmienna - Tsampa                                                                        | - Pęczak - Pęczak obtaczany (kujawski) | Płatki jęczmienne                               | - kasza jęczmienna łamana (wiejska) - kasza perłowa (mazurska) - kasza perłowa prażona      |                                     |                                                           |
| Komosa ryżowa (uwaga: zboże rzekome)       | Mąka z quinoa                                                                                     | Quinoa (ryż peruwiański) | Płatki quinoa                                   |                                                                                             | Otręby z komosy ryżowej Quinoa      |                                                           |
| Kukurydza                                  | - Mąka kukurydziana - Masa harina - Skrobia kukurydziana                                          | Ziarna kukurydzy | Płatki kukurydziane                             | Kasza kukurydziana                                                                          |                                     | - Popcorn - Syrop glukozowo-fruktozowy - Kiełki kukurydzy |
| Owies                                      | Mąka owsiana                                                                                      | Pęczak owsiany | Płatki owsiane                                  | Kasza owsiana łamana                                                                        | Otręby owsiane                      |                                                           |
| Proso                                      | Mąka jaglana                                                                                      | Kasza jaglana | Płatki jaglane                                  |                                                                                             |                                     |                                                           |
| Pszenica                                   | Mąka pszenna, w tym m.in. - mąka Grahama, - krupczatka, - mąka orkiszowa, - mąka orkiszowa razowa | - Pęczak pszenny - Pęczak orkiszowy | - Płatki pszenne - Płatki orkiszowe             | - Kasza manna - Semolina - Kasza orkiszowa                                                  | - Otręby pszenne - Otręby orkiszowe | - Kuskus - Bulgur - Zarodki pszenne - Kiełki z pszenicy   |
| Pszenżyto                                  | Mąka pszenżytnia                                                                                  | |                                                 |                                                                                             |                                     |                                                           |
| Ryż                                        | Mąka ryżowa                                                                                       | Podział ryżu ze względu na kształt ziaren: - ryż długoziarnisty, - ryż średnioziarnisty, - ryż krótkoziarnisty. Podział ryżu ze względu na sposób obróbki: - ryż biały częściowo szlifowany, - ryż biały dobrze szlifowany, - ryż brązowy, - ryż preparowany termicznie (parboiled), - ryż błyskawiczny, - ryż glazurowany. | Płatki ryżowe (zaliczane do ryżu preparowanego) | Ryż (biały) łamany                                                                          | Otręby ryżowe                       | Ryż dęty (zaliczane do ryżu preparowanego)                |
| Sorgo                                      | Mąka sorgo                                                                                        | Kasza sorgo |                                                 |                                                                                             |                                     | Miód sorgowy                                              |
| Miłka abisyńska (teff)                     | Mąka z teffu                                                                                      | |                                                 |                                                                                             |                                     |                                                           |
| Włośnica ber (czumiza)                     |                                                                                                   | Kasza z włośnicy |                                                 |                                                                                             |                                     |                                                           |
| Żyto                                       | Mąka żytnia                                                                                       | |                                                 |                                                                                             | Otręby żytnie                       | Kiełki żytnie                                             |